# چلچراغ (هفته‌نامه)
هفته‌نامه چلچراغ از سال ۱۳۸۱ ،  با محتوای فرهنگی، ورزشی، هنری، اجتماعی، ادبی، سینمایی و طنز شروع به کار کرد. مدیر مسئول این نشریه فریدون عموزاده خلیلی است. مخاطبان این نشریه اغلب جوانان هستند.
هیئت نظارت بر مطبوعات، اول آذر ۱۳۸۹، نشریه چلچراغ را به دلیل آنچه این هیئت «انتشار مطالب خلاف عفت عمومی و اصرار بر تخلفات» خواند، مشمول بند ۲ قانون مطبوعات و توقیف کرد. این هیئت ابلاغ سومین اخطاریه کتبی مبنی بر درج مطالب توهین‌آمیز را علت توقیف این نشریه عنوان کرد.
این نشریه، روز سه شنبه ۱۴ دی ۱۳۸۹ (۴ ژانویه ۲۰۱۱)، به حکم مسعود امرایی‌فرد، رئیس شعبه ۲۹ دادگاه حقوقی مجتمع قضایی شهید بهشتی رفع توقیف شد و از شنبه ۱۸ دی ۱۳۸۹ به پیشخوان مطبوعات ایران بازگشت.

## نویسندگان
از این نشریه نویسنده‌های به نام و مطرحی به مطبوعات و تلویزیون ایران معرفی شدند. نمونه آن‌ها امیر مهدی ژوله نویسنده طنزپرداز مجله چلچراغ است که به تیم نویسندگان برنامه‌های طنز مهران مدیری راه یافت. همین‌طور محمد صفاجویی که او نیز نویسنده کارهایی از مهران مدیری از جمله دورهمی بوده‌است. .
این مجله دارای بخش‌های طنز و کاریکاتور گوناگون است. از همکاران سابق این بخش می‌توان به بزرگمهر حسین‌پور، توکا نیستانی و مانی قشقائی اشاره کرد.
پوریا عالمی نیز از نویسندگانی بود که در برهه‌ای به این مجله پیوست و ستون طنز آسانسورچی را نوشت که دلیل توقیف چلچراغ را یکی از مطالب مربوط به آسانسورچی با موضوع ایران خانوم در آسانسور می‌دانستند.
تعدادی از نویسندگان سابق این مجله پس از سال‌ها همکاری به رسانه‌های خارج از کشور پیوستند. از این دسته می‌توان به بزرگمهر شرف‌الدین اشاره کرد که مدت‌ها در بی‌بی‌سی فارسی مشغول بود و پس از آن به خبرگزاری رویترز پیوست.
نیما اکبرپور نویسنده فناوری و معاون سردبیر چلچراغ نیز پس از هفت سال همکاری به بی‌بی‌سی فارسی پیوست و مجری برنامه‌ای با موضوع فناوری به نام کلیک شد.
کاوه مشکات و علیرضا میراسدالله هم پس از ترک ایران در بی‌بی‌سی فارسی مشغول شدند. علیرضا میراسدالله پس از آن به تلویزیون ایران اینترنشنال ملحق شد. 
نیوشا صارمی مجری ایران اینترنشنال نیز در این مجله به خبرنگاری پرداخته است. 
همچنین از جمع طنزنویسان چلچراغ، جلال سعیدی که صفحه انشای او از محبوب‌ترین صفحات چلچراغ بود، به عنوان نویسنده برنامه رادیویی رادیو پس فردا در رادیو فردا مطرح است. وی این برنامه را به همراه فرشید منافی در خرداد ۱۳۸۹ پایه‌گذاری کرد.
یکی از قدیمی‌ترین نویسندگان این هفته‌نامه چیا فؤادی است که از سال ۱۳۸۶ سردبیری بخش ورزشی را برعهده دارد.

## جشن چله چلچراغ
هفته‌نامه چلچراغ تقریباً هر سال جشن آیینی یلدای چلچراغ را هم‌زمان با شب چله برای مخاطبان مجله و با دعوت خاص برگزار می‌کند. در این مراسم نشان‌هایی در زمینه‌های مختلف فرهنگی، هنری، ورزشی و اجتماعی به برگزیدگانی اهدا می‌شود که با رأی خوانندگان چلچراغ انتخاب می‌شوند.

## سال ۹۵
جشن شب چله مجله چلچراغ بعد از چند سال وقفه، همزمان با تولد ۱۵ سالگی این نشریه قدیمی در روز ۳ دی برگزار شد و منتخبان مخاطبان چلچراغ در حوزه های مختلف نشان های خود را دریافت کردند. این مراسم که در سالن همایش‌های بین‌المللی کتابخانه ملی برگزار شد، میزبان بسیاری از چهره‌های سرشناس سیاسی، هنری و ورزشی بود.

## سال ۹۶
جشن چله سال ۹۶ روز ۲۶ اذر ماه در تالار وحدت تهران برگزار شد، مهمانان جشن به انتخاب تحریریه و مخاطبان چلچراغ نشان‌های سالی که گذشت را در بخش‌های مختلف دریافت کردند.